# John Bowes (9e comte de Strathmore et Kinghorne)
John Bowes, 9e comte de Strathmore et Kinghorne (17 juillet 1737 - 7 mars 1776), né John Lyon, est un noble et un pair écossais. Il est le 9e comte de Strathmore et Kinghorne et l'un des ancêtres de la reine Élisabeth II.
Le comte est célèbre pour son apparence ; il est connu comme « le beau seigneur Strathmore ».

## Biographie

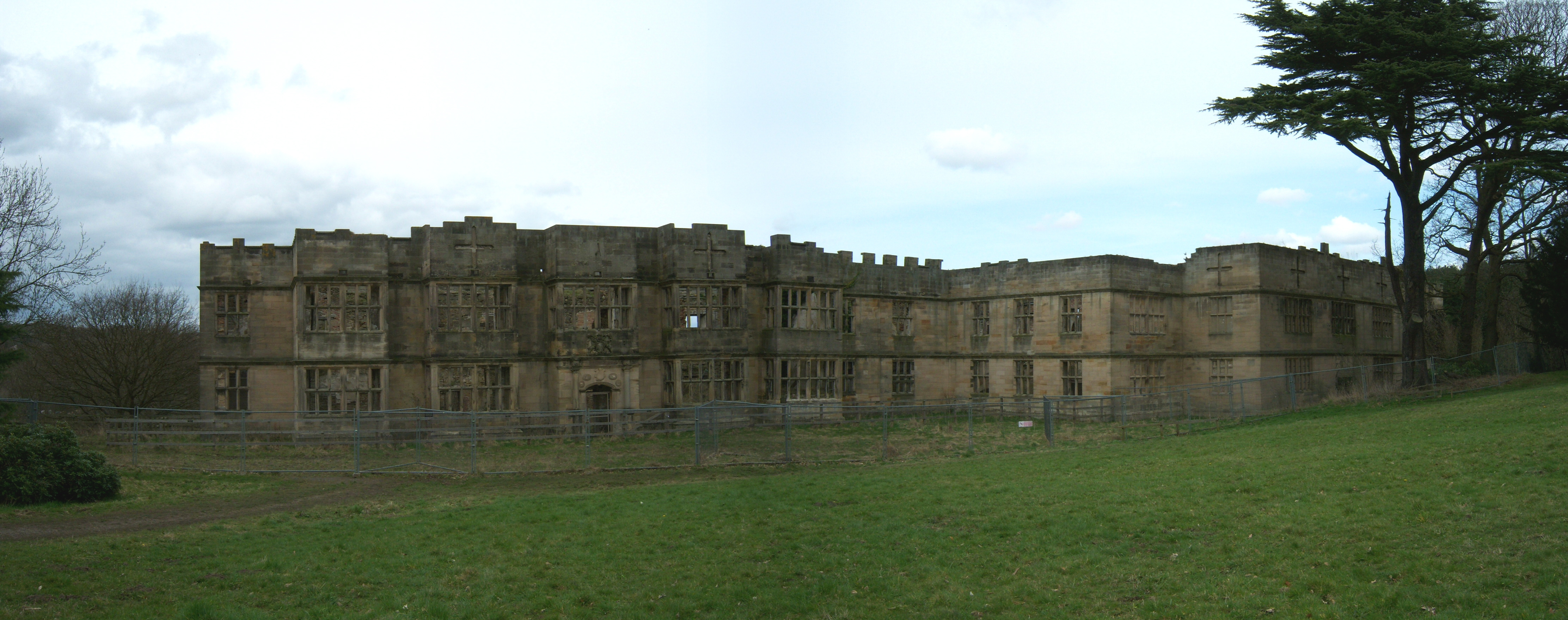
Les ruines de Gibside Hall, comté de Durham.

Le comte est le fils de Thomas Lyon (8e comte de Strathmore et Kinghorne) et de son épouse Jean Nicholsen. En 1760, il entreprend le Grand Tour de l'Europe, accompagné pendant plusieurs mois de son camarade de classe au collège, Thomas Pitt (1er baron Camelford). De mars 1761 à son retour en Angleterre en juin 1763, il a une liaison avec Costanza Scotti, Comtesse Sanvitale.
Le 24 février 1767, à l'église St George's Hanover Square, il épouse l'héritière Mary Bowes, qui possède déjà les terres de son père, comme Gibside. Selon les stipulations de la volonté du père de la mariée, il prend le nom de Bowes, un arrangement assez commun qui nécessitait une loi du Parlement.
Ils ont cinq enfants :
- Maria Jane Lyon (21 avril 1768 - 22 avril 1806). Mariée à Barrington Price, colonel de l'armée britannique, le 11 mai 1789 ;
- John Bowes (10e comte de Strathmore et Kinghorne) (14 avril 1769 - 3 juillet 1820) ;
- Anna Maria Lyon (3 juin 1770 - 29 mars 1832) ;
- George Bowes-Lyon (17 novembre 1771 - 26 décembre 1806). Marié à Mary Thornhill ;
- Thomas Lyon-Bowes (11e comte de Strathmore et Kinghorne) (3 mai 1773 - 27 août 1846).

À compter du 1er octobre 1767 et jusqu'à sa mort, il siège à la Chambre des lords en tant que représentant écossais. Le 7 mars 1776, Lord Strathmore meurt de tuberculose alors qu'il se rendait au Portugal par la mer. Ses fils, John et Thomas, lui succèdent.